# Ofterschwang

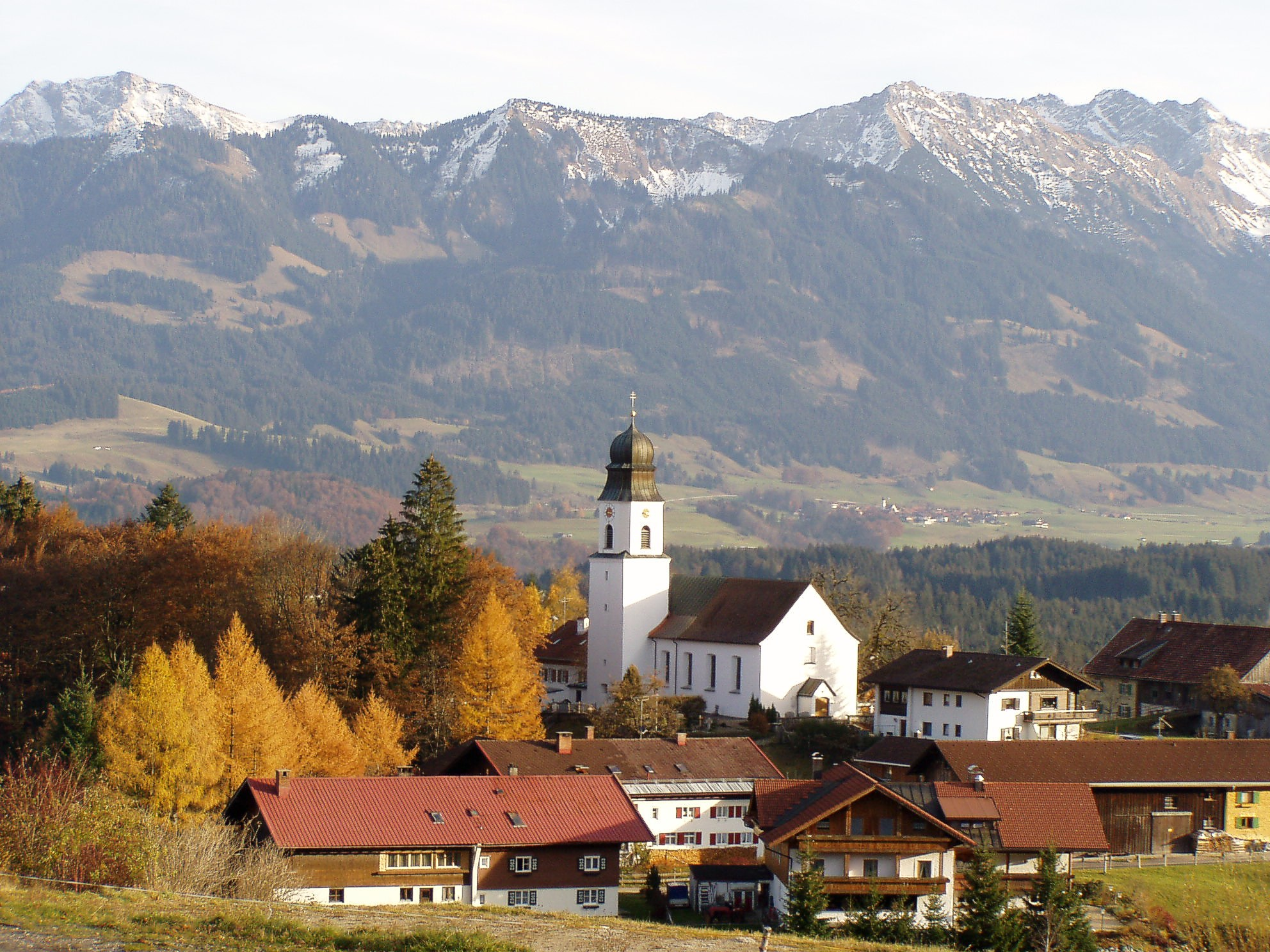
Ofterschwang, Oberallgäu

Ofterschwang ist eine Gemeinde im schwäbischen Landkreis Oberallgäu und ein Mitglied der Verwaltungsgemeinschaft Hörnergruppe.

## Geographie

### Lage
Die Gemeinde liegt vier Kilometer südwestlich von Sonthofen im oberen Illertal unter dem Höhenzug der Hörnerkette.

### Gemeindeteile
Es gibt 12 Gemeindeteile (in Klammern ist der Siedlungstyp angegeben):
- Alpe Eck[4]
- Bettenried (Dorf)
- Hüttenberg (Dorf)
- Muderpolz (Dorf)
- Oberzollbrücke (Einöde)
- Ofterschwang (Pfarrdorf)
- Schweineberg (Dorf)
- Sigishofen (Dorf)
- Sigiswang (Dorf)
- Tiefenberg (Dorf)
- Westerhofen (Dorf)
- Wielenberg (Weiler)

## Geschichte

### Bis zur Gemeindegründung
Ofterschwang war Bestandteil der Grafschaft Königsegg-Rothenfels, die 1804 an Österreich vertauscht wurde. Mit anderen Gebieten von Vorderösterreich fiel es mit den Friedensverträgen von Brünn und Preßburg 1805 an das Königreich Bayern. Im Jahr 1818 wurde die Gemeinde gegründet.

### Einwohnerentwicklung
Von 1988 bis 2008 wuchs Ofterschwang um 577 Einwohner bzw. um 39 %. Dies war der prozentual höchste Einwohnerzuwachs im Landkreis Oberallgäu in diesem Zeitraum.
Danach verlangsamte sich das Wachstum bis 2018 nur noch um weitere 43 Einwohner. Zwischen 1988 und 2018 wuchs die Gemeinde von 1470 auf 2090 um 620 Einwohner bzw. um 42,2 %.
Die nachfolgenden Zahlen beziehen sich auf den Gebietsstand vom 25. Mai 1987.
| Bevölkerungsentwicklung | Bevölkerungsentwicklung | Bevölkerungsentwicklung | Bevölkerungsentwicklung | Bevölkerungsentwicklung | Bevölkerungsentwicklung | Bevölkerungsentwicklung | Bevölkerungsentwicklung | Bevölkerungsentwicklung | Bevölkerungsentwicklung | Bevölkerungsentwicklung | Bevölkerungsentwicklung | Bevölkerungsentwicklung | Bevölkerungsentwicklung | Bevölkerungsentwicklung |
| ----------------------- | ----------------------- | ----------------------- | ----------------------- | ----------------------- | ----------------------- | ----------------------- | ----------------------- | ----------------------- | ----------------------- | ----------------------- | ----------------------- | ----------------------- | ----------------------- | ----------------------- |
| Jahr                    | 1840                    | 1900                    | 1939                    | 1950                    | 1961                    | 1970                    | 1987                    | 1991                    | 1995                    | 2000                    | 2005                    | 2010                    | 2015                    | 2020                    |
| Einwohner               | 867                     | 842                     | 1100                    | 1482                    | 1371                    | 1598                    | 1427                    | 1686                    | 1825                    | 1871                    | 2030                    | 2078                    | 2028                    | 2058                    |

## Politik

### Bürgermeister
Seit 1. Mai 2002 ist Alois Ried (* 1966) Erster Bürgermeister; er wurde zuletzt am 15. März 2020 mit 92,21 % der Stimmen wieder gewählt.

### Gemeinderat
Bei der Wahl am 15. März 2020 lag lediglich der Wahlvorschlag der Wählergemeinschaft Ofterschwang mit 28 Bewerbern vor. Sitz im Gemeinderat haben die 14 Bewerber mit den höchsten Stimmenzahlen. Die Wahlbeteiligung betrug 58,07 %.

### Wappen
| Wappen von Ofterschwang | Blasonierung: „Unter goldenem Schildhaupt, darin drei liegende rote Rauten, gespalten von Rot und Silber; aus einem Dreiberg in verwechselten Farben wachsend eine fünfblütige Alpenrose in verwechselten Farben.“ |
| Wappen von Ofterschwang | |

## Tourismus

### Urlaubsort
Ofterschwang ist ein Urlaubsort mit 1.492 Gästebetten. Der Ort verzeichnete im Jahr 2017 309.882 und im Jahr 2018 343.032 und 2019 350.345 Übernachtungen.
Ofterschwang ist Ausgangspunkt für Berg- und Radtouren und bietet im Winter Langlaufloipen im Tal und eine Vielzahl von Skiabfahrten rund um das Ofterschwanger Horn. Touristische Anlaufpunkte sind das Tiefenberger Moor mit Naturlehrpfaden und ein 18+18+9 Loch-Golfplatz des Luxushotels Sonnenalp; Golfplatz Sonnenalp-Oberallgäu. Das Sonnenalp liegt mit 39,3 Millionen Euro Umsatz im Jahr 2015 auf Rang 7 in Deutschland und ist das einzige Hotel in den Top Ten, das nicht in Berlin, München oder Frankfurt liegt.

### Wanderungen, Ski- und Schneeschuhtouren
Von Ofterschwang aus ist die winterliche Überschreitung mehrerer Gipfel der Hörnergruppe mit Tourenski oder auf Schneeschuhen möglich. Die Tour nennt sich Allgäuer Hörnertour. Im Sommer führt die kleine Hörner-Tour von der Bergstation des Weltcup-Express auf einem Panoramaweg über das Ofterschwanger Horn, das Sigiswanger Horn, das Rangiswanger Horn und den Weiherkopf zur Bergstation der Hörnerbahn. Die große Hörner-Tour führt zusätzlich über den Großen Ochsenkopf, das Riedberger Horn und das Bolsterlanger Horn.

### ADAC-Tourismuspreis
Ofterschwang wurde 2010 vom ADAC für das Produkt „Gutes vom Dorf“ mit dem ADAC-Tourismuspreis ausgezeichnet.

## Sport

### Ofterschwanger Horn
Am Hausberg, dem Ofterschwanger Horn, befindet sich das Skigebiet „Gunzesried-Ofterschwang“ (Eigenbezeichnung „GO! Bergbahnen Gunzesried Ofterschwang“). Die rund 17 Kilometer Pisten werden durch mehrere Liftanlagen erschlossen. Während der kuppelbare 4er-Sessellift „Weltcup-Express“ (Baujahr 1999) direkt am Ortsrand von Ofterschwang beginnt, gelangt man mit der 8er-Gondelbahn mit Mittelstation „Ossi-Reichert-Bahn“ (Baujahr 2015) vom Blaichacher Ortsteil Gunzesried in das Skigebiet. Der kuppelbare 6er-Sessellift „Gipfel 6er“ (Baujahr 2015) erschließt den Gipfel des Ofterschwanger Horns. Der Schlepplift „Alpe Eck Lift“ sowie mehrere Kinderlifte / Förderbänder ergänzen das Liftangebot.
Das Skigebiet verfügt zudem über eine der größten und leistungsfähigsten Beschneiungsanlagen in Deutschland. Etwa 90 % der Pisten können technisch beschneit werden. Mit dem Speicherteich „Gaisrücken“ steht dafür ein Wasserspeicher von rund 106.000 m³ bereit.
Der Weltcup-Express ist auch im Sommer in Betrieb. Von der Bergstation bis ins Tal wurde zudem eine „Mountaincart“ Strecke angelegt.

### Alpiner Skiweltcup
Ofterschwang ist als Skiweltcup-Ort unregelmäßiger Veranstalter von Weltcuprennen in den Disziplinen Slalom und Riesenslalom. Das erste Rennen fand 1999 statt und war ein Riesenslalom der Herren, den Stephan Eberharter gewann. Am nächsten Tag fand ein Herren-Slalom statt, seitdem sind nur noch Frauen-Rennen ausgetragen worden.
| Datum            | Disziplin    | 1. Platz                      | 2. Platz             | 3. Platz                      |
| ---------------- | ------------ | ----------------------------- | -------------------- | ----------------------------- |
| 10. März 2013    | Slalom       | Tina Maze                     | Wendy Holdener       | Mikaela Shiffrin              |
| 9. März 2013     | Riesenslalom | Anna Fenninger                | Tina Maze            | Viktoria Rebensburg           |
| 4. März 2012     | Slalom       | Erin Mielzynski               | Resi Stiegler        | Marlies Schild                |
| 3. März 2012     | Riesenslalom | Viktoria Rebensburg           | Lindsey Vonn         | Tina Maze                     |
| 2. März 2012 (1) | Riesenslalom | Viktoria Rebensburg           | Tina Maze            | Irene Curtoni Elisabeth Görgl |
| 7. März 2009     | Slalom       | Sandrine Aubert               | Frida Hansdotter     | Nicole Hosp                   |
| 6. März 2009     | Riesenslalom | Kathrin Zettel                | Elisabeth Görgl      | Tanja Poutiainen              |
| 27. Januar 2008  | Slalom       | Marlies Schild                | Therese Borssén      | Nicole Hosp                   |
| 26. Januar 2008  | Riesenslalom | Denise Karbon                 | Nicole Hosp          | Elisabeth Görgl               |
| 5. Februar 2006  | Slalom       | Janica Kostelić               | Kathrin Zettel       | Marlies Schild                |
| 4. Februar 2006  | Riesenslalom | Anja Pärson María José Rienda |                      | Julia Mancuso                 |
| 3. Februar 2006  | Riesenslalom | María José Rienda             | Anja Pärson          | Kathrin Zettel                |
| 26. Januar 2001  | Slalom       | Janica Kostelić               | Kristina Koznick     | Sonja Nef                     |
| 28. Februar 1999 | Slalom       | Finn Christian Jagge          | Thomas Stangassinger | Kjetil André Aamodt           |
| 27. Februar 1999 | Riesenslalom | Stephan Eberharter            | Hans Knauß           | Michael von Grünigen          |

## Persönlichkeiten
- Ossi Reichert (1925–2006), Skirennläuferin, lebte im Ofterschwanger Gemeindeteil Alpe Eck
- Karl Partsch (1922–2009), Biologe und Umweltschützer, lebte in Ofterschwang
- Alois Haberstock, Skispringer